# Agatha
吾紗（アガサ、1985年10月3日 - ）は、東京都出身の女性ファッションモデル、女優。本名は浜野 吾紗（はまの あがさ）。ENCANTO所属。夫は俳優・ミュージシャンの浜野謙太。

## 人物
- 趣味は写真・ゲーム・読書。
- モデルとして、数々のCMやファッション雑誌などで活躍。
- 2008年（平成20年）3月まで、スペースシャワーTV『スペースシャワーインフォ』でマリエと共にVJをやっていた。
- ほぼ日刊イトイ新聞の関連商品である腹巻や「ほぼ日手帳」を愛用している[2][3]。
- 2012年に浜野謙太と結婚。2013年5月8日に第一子となる男児が誕生[4]。2014年6月18日には第二子となる女児が誕生[5]。

## 主な出演

### TV
- スペースシャワーTV 『スペースシャワーインフォ』 - VJ

### 映画
- WOMAN（永田琴監督）
- コンナオトナノオンナノコ（冨永昌敬監督）

### CM
- ファイナルファンタジーXII
- 参天製薬 『サンテ40』 看板篇
- 日本コカ・コーラ 『ミニッツメイド 朝バナナ』
- 資生堂 『水分ヘアパック』
- キヤノン
- DELL 『30℃girls』
- ミニストップ 『パイナップルソフト』
- ケンタッキーフライドチキン 「カーネルバリューメニュー」第3弾篇
- UNIVERSAL MUSIC コンピレーションアルバム 『アイのうた』（2017年）
- ユニクロ「部屋着で、暮らそう。ユニクロのルームウェア」（2017年9月18日 - ） ※家族で出演[6]、「フリースセット」  (2017年11月30日 - ) ※家族で出演[7]

### PV
- WALK ABOUT 『桜風』
- 微熱DANJI 『涙BOY涙GIRL』
- 矢井田瞳 『モノクロレター』
- 369+加賀美セイラ 『I LOVE YOU』

### 広告
- 宣伝会議 『第44回宣伝会議賞』
- NTTドコモ 「メロディコール」
- VIDVICI（韓国）　　他

### 雑誌
- Zipper（祥伝社）
- 装苑（文化出版局）
- VITA（KKベスKKベストセラーズ）
- MORE（集英社）
- non-no（集英社）
- Olive（マガジンハウス）
- SPRiNG（宝島社）
- 美的（小学館）
- an・an（マガジンハウス）
- GET ON!（学研ホールディングス）